# Martyn Williams
Martyn Elwyn Williams (Rhondda Cynon Taff, 1 de septiembre de 1975) es un exjugador británico de rugby que se desempeñaba como ala.

## Selección nacional
Debutó en los Dragones rojos ante los Barbarians en agosto de 1996 y jugó con ellos hasta su retiro frente al mismo rival en junio de 2012. En total jugó 100 partidos y marcó 73 puntos.

### Participaciones en Copas del Mundo
Disputó tres Copas del Mundo:
| Mundial                       | Sede      | Resultado        | PJ | Tries |
| ----------------------------- | --------- | ---------------- | -- | ----- |
| Copa Mundial de Rugby de 1999 | Gales     | Cuartos de final | 2  | 0     |
| Copa Mundial de Rugby de 2003 | Australia | Cuartos de final | 4  | 2     |
| Copa Mundial de Rugby de 2007 | Francia   | Primera fase     | 4  | 3     |

## British and Irish Lions
Fue convocado a los British and Irish Lions con quiénes participó en las giras a Australia 2001, Nueva Zelanda 2005 y Sudáfrica 2009.

## Palmarés
- Campeón del Torneo de las Seis Naciones de 2005 y 2008 ambos con Grand Slam.
- Campeón de la Copa Desafío de 2009/10.
- Campeón de la Liga Escocesa-Galesa de 1999-00.
- Campeón de la Anglo-Welsh Cup de 2009.
- Campeón de la Premier Division de Gales de 1996–97.
- Campeón de la Copa de Gales de Rugby de 1996.